# Rudolf Wustmann
Rudolf Wustmann (* 5. Januar 1872 in Leipzig; † 18. August 1916 in Bühlau bei Dresden) war ein deutscher Literatur- und Musikwissenschaftler.
Der Sohn des Leipziger Archivdirektors Gustav Wustmann studierte an den Universitäten München und Leipzig deutsche Philologie, Geschichte und Musikwissenschaft und konnte dieses Studium 1894 erfolgreich mit einer Promotion abschließen. Seine prägenden Universitätslehrer waren Karl Lamprecht, Rudolf Hildebrand, Eduard Sievers und Hermann Kretzschmar.
1895 bekam Wustmann eine Anstellung als Gymnasiallehrer in Leipzig und hatte diese Stellung fünf Jahre inne. 1900 trat er aus dem Schuldienst aus und ließ sich als freier Schriftsteller in Bozen nieder. Später kehrte er dann wieder nach Sachsen zurück und blieb bis an sein Lebensende in Bühlau bei Dresden, wo er 44-jährig starb.
Rudolf Wustmann war mit Emilie Elisabeth Sachsse (1874–1941) verheiratet, einer Enkelin des Leipziger Gewandhauscellisten Andreas Grabau und Tochter von Robert Sachsse. Rudolf und Elisabeth Wustmann hatten zwei Kinder: Marie und Arnt Wustmann.

## Werke (Auswahl)
- Albrecht Dürer. Teubner, Leipzig 1919.
- Musikgeschichte Leipzigs. Zentralantiquariat der DDR, Leipzig 1974 (Nachdruck der Ausgabe Leipzig 1926)
  - Bd. 1 Bis zur Mitte des 17. Jahrhunderts.
- Walther von der Vogelweide. Trübner Verlag, Strassburg 1913.
- Weimar und Deutschland, 1815–1915. Goethe-Gesellschaft, Weimar 1915.